# Гильхен, Эдуард Викентьевич
Эдуард Викентьевич  Гильхен (1831—1914) — русский военный и общественный деятель. Генерал от артиллерии (1900).

## Биография
В службу вступил в 1845 году. В 1849 году после окончания Михайловского артиллерийского училища с отличием, произведён  прапорщики. В 1851 году произведён в подпоручики, переименован в прапорщики гвардии, в 1854 году в подпоручики гвардии, в 1855 году в поручики гвардии. В 1862 году произведён в штабс-капитаны гвардии с назначением заведующим дивизионной школы гвардейской артиллерии.  В 1863 году произведён в капитаны гвардии с назначением командиром облегчённой батареи 28-й артиллерийской бригады.
В 1864 году произведён в полковники с назначением командиром 31-й артиллерийской бригады. В 1875 году произведён в генерал-майоры. С 1877 года участник Русско-турецкой войны, начальник артиллерии 9-го армейского корпуса. «За храбрость» был награждён Золотой георгиевской саблей.
С 1882 года помощник начальника артиллерии Киевского военного округа. С 1883 года начальник артиллерии 15-го армейского корпуса. В 1885 году произведён в генерал-лейтенанты. С 1888 года начальник артиллерии 17-го армейского корпуса.
С 1899 года назначен  членом Александровского комитета о раненых.  В 1900 году произведён в генералы от артиллерии.
Отец Михаила Эдуардовича Гильхена и Софьи Эдуардовны Гильхен (в замужестве Геруа).
Скончался и похоронен в Санкт-Петербурге.

## Награды
Награды
- Орден Святого Станислава 3-й степени (1859)
- Орден Святой Анны 3-й степени  (1861)
- Орден Святого Станислава 2-й степени с Императорской короной (1867)
- Орден Святой Анны 2-й степени (1870; Императорская корона — 1872)
- Орден Святого Владимира 4-й степени (1875)
- Золотое оружие с надписью «За храбрость» (1877)
- Орден Святого Владимира 3-й степени с мечами (1879)
- Орден Святого Станислава 1-й степени с мечами (1879)
- Орден Святой Анны 1-й степени (1883)
- Орден Святого Владимира 2-й степени  (1890)
- Орден Белого орла (1899)
- Орден Святого Александра Невского (1904)